# National Workers’ Union (St. Lucia)
Die National Workers’ Union (NWU) ist eine Gewerkschaft in Saint Lucia. Sie wurde 1973 von Tyrone Maynard, einem ehemaligen Mitglied der Saint Lucia Workers’ Union gegründet  und ist an die International Trade Union Confederation angeschlossen. Sie hat ca. 3200 Mitglieder.